# Вовківці (Хмельницький район)
Во́вківці — село в Україні, у Теофіпольській селищній громаді Хмельницького району Хмельницької області. Розташоване на півночі району. До 2018 підпорядковувалось Човгузівській сільській раді. У 2018-2020 у складі Новоставецької сільської громади

## Історія
Вперше село згадується в документі від 27 червня 1518 року, яким польський король Сигізмунд І підтверджує володимирівському городничому Федору Сенюті на володіння селом Волчківці (так названо село в цьому документі). А вже в документах 1558 року згадується як Вовківці.
7 (20) листопада 1917 року, відповідно до.Третього Універсалу Української Центральної Ради, увійшло до складу Української Народної Республіки.
У селі 58 дворів, 126 мешканців (2007).
12 червня 2020 року, відповідно до розпорядження Кабінету Міністрів України № 727-р «Про визначення адміністративних центрів та затвердження територій територіальних громад Хмельницької області», увійшло до складу Теофіпольської селищної громади.
19 липня 2020 року, в результаті адміністративно-територіальної реформи та ліквідації Теофіпольського району, село увійшло до складу Хмельницького району.

## Уродженці села
- Ярощук Віктор Володимирович — господарник, громадсько-політичний діяч, літератор.
- Довжук Ярослав Анатолійович— український військовослужбовець, учасник російсько-української війни[5].